# Lisel Bruggmann
Lisel Bruggmann (* 21. Juli 1900 in Weinfelden; † 6. Juli 1973 in Zürich), geborene Elise Blunk, war eine deutsch-schweizerische Kommunistin und Gewerkschafterin. Sie war eine bedeutende Persönlichkeit der kommunistischen Frauenbewegung in der Schweiz.

## Biografie
Bruggmann kam als Elise Blunk am 21. Juli 1900 als Tochter des Malers Max Blunk und Elise Blunk (geborene Schneider) in Weinfelden zur Welt. Bald nach ihrer Geburt zog die Familie zuerst nach Winterthur und wenig später in die damals noch selbstständige Gemeinde Seen (heute Stadtkreis von Winterthur), wo Elise aufwuchs. Nach Abschluss der Sekundarschule war sie Hilfsarbeiterin in der Seidenweberei Sidi, da sich die Familie ihre gewünschte Ausbildung zur Lehrerin nicht leisten konnte. Später arbeitete sie als Hotelangestellte und Serviertochter im Tessin und arbeitete in weiteren Fabriken in Bern, Schaffhausen und Winterthur. Nach 1930 war sie Vertreterin für verschiedene Unternehmen in der Textil- und Nahrungsmittelbranche.
Sie trat 1916 in die sozialistische Freie Jugend ein und gehörte 1918 zu den Gründern der Altkommunistischen Partei, die sich der 1921 gegründeten Kommunistischen Partei anschloss. 1920 bekam sie durch die Heirat mit Hans Bruggmann in Degersheim die Schweizer Staatsbürgerschaft. 1927 reiste als Sekretärin mit der ersten Schweizer Arbeiterdelegation in die Sowjetunion. Sie engagierte sich für die Einführung der AHV, die in den 1930er-Jahren vom Volk noch verworfen wurde und erst nach dem Zweiten Weltkrieg eingeführt wurde. Unter verschiedenen Pseudonymen verfasste sie in Arbeiterzeitschriften und auf Flugblättern Artikel und Gedichte im Agitprop-Stil.
Sie verstarb im Alter von 72 Jahren am 6. Juli 1973 in Zürich. Posthum publizierte der Unionsverlag Texte von Bruggmann 1975 als erstes Buch des neu gegründeten Verlags und liess dem ersten Buch 1980 ein weiteres folgen.

## Werke
- Ich wünsche Euch des Weltenalls Erbeben. Gedichte und Erzählungen aus dem Kampf der Schweizer Arbeiterklasse. Unionsverlag, Zürich 1975, ISBN 3-293-00001-0.
- Not macht erfinderisch. Gedichte und Erzählungen aus dem Kampf der Schweizer Arbeiterklasse. Unionsverlag, Zürich 1980, ISBN 3-293-00015-0.